# Paris-Nice de 2002
A Paris-Nice de 2002, foi a edição número 60 da carreira, que esteve composta de oito etapas do 10 ao 17 março 2002. Os ciclistas completaram um percurso de 1.202 km com saída em Issy-les-Moulineaux e chegada a Nice, na França. A carreira foi vencida pelo cazaque Alexandr Vinokourov, que foi acompanhado no pódio pelos franceses Sandy Casar (La Française des jeux) e Laurent Jalabert (Team CSC).

## Etapas
| Etapa    | Data        | Percurso                      | km    | Ganhador            | Líder               |
| -------- | ----------- | ----------------------------- | ----- | ------------------- | ------------------- |
| Pról.    | 10 de março | Issy-les-Moulineaux (CRI)     | 5,2   | László Bodrogi      | László Bodrogi      |
| 1ª       | 11 de março | Blois - Saint-Amand-Montrond  | 176,0 | Alessandro Petacchi | Alessandro Petacchi |
| 2a etapa | 12 de março | Moulins - Belleville          | 170,0 | Robbie McEwen       | Alessandro Petacchi |
| 3ª       | 13 de março | Saint-Étienne - Saint-Étienne | 156,0 | Laurent Jalabert    | Didier Rous         |
| 4ª       | 14 de março | Pertuis - Toulon-Mont Faron   | 175,0 | Alexandr Vinokourov | Alexandr Vinokourov |
| 5ª       | 15 de março | Toulon - Cannes               | 188,5 | Alessandro Petacchi | Alexandr Vinokourov |
| 6ª       | 16 de março | Saint Rafael - Col d'Èze      | 175,0 | Dario Frigo         | Alexandr Vinokourov |
| 7ª       | 17 de março | Nice - Nice                   | 157,0 | Robbie McEwen       | Alexandr Vinokourov |

## Classificações finais

### Classificação geral
| Pos. | Ciclista            | Equipa                | Tempo        |
| ---- | ------------------- | --------------------- | ------------ |
|      | Alexandr Vinokourov | Team Telekom          | 30 h 39' 27" |
| 2    | Sandy Casar         | La Française des jeux | + 55"        |
| 3    | Laurent Jalabert    | Team CSC              | + 57"        |
| 4    | Andrei Kivilev      | Cofidis               | + 59"        |
| 5    | Aitor Garmendia     | Team Coast            | + 1' 23"     |
| 6    | Jens Voigt          | Crédit Agricole       | + 1' 38"     |
| 7    | Didier Rous         | Bonjour               | + 1' 40"     |
| 8    | Dario Frigo         | Tacconi Sport         | + 1' 44"     |
| 9    | Mario Aerts         | Lotto                 | + 1' 44"     |
| 10   | Cadel Evans         | Mapei                 | + 2' 17"     |

### Classificação da montanha
| Posição | Ciclista            | Equipa           | Pontos |
| ------- | ------------------- | ---------------- | ------ |
|         | Vladimir Miholjevic | Alessio          | 62     |
| 2       | Kim Kirchen         | Fassa Bortolo    | 60     |
| 3       | Axel Merckx         | Domo-Farm Frites | 40     |

### Classificação dos pontos
| Posição | Ciclista            | Equipa        | Pontos |
| ------- | ------------------- | ------------- | ------ |
|         | Alessandro Petacchi | Fassa Bortolo | 93     |
| 2       | Laurent Jalabert    | Team CSC      | 83     |
| 3       | Robbie McEwen       | Lotto-Adecco  | 76     |

### Classificação dos jovens
| Posição | Ciclista       | Equipa               | Tempo     |
| ------- | -------------- | -------------------- | --------- |
|         | Sandy Casar    | A Francaise Dês Jeux | 30h40'22" |
| 2       | Cadel Evans    | Mapei-Quick Step     | a 1'22"   |
| 3       | Samuel Sánchez | Euskaltel-Euskadi    | a 1'47"   |

### Classificação por equipas
| Pos. | Equipa           | Tempo     |
| ---- | ---------------- | --------- |
| 1    | Cofidis          | 92h06'44" |
| 2    | Team Coast       | a 33"     |
| 3    | Domo-Farm Frites | a 6'22"   |